# Antônio Garbasso
Antônio Garbasso (Vercelli, 16 de abril de 1871 — Florença, 14 de março de 1933) foi um físico italiano.
Foi palestrante do Congresso Internacional de Matemáticos em Roma (1908).